# Campakasari (Campaka)
Campakasari is een bestuurslaag in het regentschap Purwakarta van de provincie West-Java, Indonesië. Campakasari telt 4895 inwoners (volkstelling 2010).